# Arnobia
Arnobia is een geslacht van rechtvleugeligen uit de familie sabelsprinkhanen (Tettigoniidae). De wetenschappelijke naam van dit geslacht is voor het eerst geldig gepubliceerd in 1876 door Stål.

## Soorten
Het geslacht Arnobia omvat de volgende soorten:
- Arnobia guangxiensis Liu, 2011
- Arnobia hainanensis Liu, 2011
- Arnobia inocellata Gorochov, 1998
- Arnobia pilipes Haan, 1842
- Arnobia trichopus Haan, 1842
- Arnobia vietensis Gorochov, 1998